# Lupa Coddington

La sección transversal a través del eje óptico muestra los surcos que limitan la aberración.

Una Lupa Coddington es una lente de aumento que consiste en una sola lente muy gruesa con un profundo surco central formando diafragma en su ecuador. Este diafragma limita los rayos cercanos al eje, hecho que a su vez minimiza la aberración esférica. Esto permite llegar a una ampliación más grande que una lupa convencional, típicamente de 10× hasta 20×.  La mayoría de las lupas de lentes individuales están limitadas a más o menos 5×, antes de que se produzca una distorsión significativa. El inconveniente es que el surco-diafragma reduce el área de visión a través de la lupa.

## Historia
El 1812 William Hyde Wollaston introdujo una versión muy mejorada de las primeras lentes de aumento que consistían en un cristal esférico empleando dos hemisferios de vidrio montados de manera que mantuvieran una pequeña distancia entre ellos. Sir David Brewster encontró que, la forma de Wollaston, funcionaba mejor cuando las dos lentes eran dos hemisferios y el espacio central se llenaba con un cemento transparente con el mismo índice de refracción que el vidrio. Por este motivo utilizó una esfera, hecha a partir de una única pieza de vidrio tallado, con un surco profundo alrededor de su ecuador. En 1829, Henry Coddington llevó la lente Wollaston-Brewster a la atención general refinando todavía más su diseño mediante la modificación de la forma del surco, pero ya no pretendió ser su inventor.